# San Juan (província da República Dominicana)
San Juan é uma província da República Dominicana. Sua capital é a cidade de San Juan.